# Стреочка планина
Стреочка планина (на сръбски: Стреочка планина или Streočka planina) е планина над Хвостно, част от венеца на Проклетия в региона Ругова.
Най-високият връх на планината Стреоц се издига на 2377 м надморска височина.

Стреочката планина се вижда много добре от град Печ (Косово). Под планината е разположено село Стреоц.
|  | Тази страница частично или изцяло представлява превод на страницата Streoc (mountain) в Уикипедия на английски. Оригиналният текст, както и този превод, са защитени от Лиценза „Криейтив Комънс – Признание – Споделяне на споделеното“, а за съдържание, създадено преди юни 2009 година – от Лиценза за свободна документация на ГНУ. Прегледайте историята на редакциите на оригиналната страница, както и на преводната страница, за да видите списъка на съавторите. ВАЖНО: Този шаблон се отнася единствено до авторските права върху съдържанието на статията. Добавянето му не отменя изискването да се посочват конкретни източници на твърденията, които да бъдат благонадеждни. |